# Jerzy Milian
Jerzy Stanisław Milian (ur. 10 kwietnia 1935 w Poznaniu, zm. 7 marca 2018) – polski muzyk jazzowy, malarz i kompozytor, wibrafonista, aranżer; w latach 1973–1991 dyrektor Orkiestry Rozrywkowej Polskiego Radia i Telewizji w Katowicach.

## Życiorys
W 1951 w wieku szesnastu lat ukończył Państwową Średnią Szkołę Muzyczną w Poznaniu. Później studiował w prestiżowym wschodnioberlińskim konserwatorium (obecnie Muzyczna Szkoła Wyższa im. Hannsa Eislera w Berlinie; Hochschule für Musik „Hanns Eisler“ Berlin). Jego nauczycielami byli m.in. Wolfram Heicking i Bogusław Schaeffer. 
W latach 1953–1955 tworzył kwintet wraz ze Stanisławem Chwiłkowskim, Ryszardem Czaplickim, Jerzym Piątkiem i Stanisławem Liskiem. W latach 1956–1958 grał na wibrafonie w sekstecie Krzysztofa Komedy, a na przełomie 1959 i 1960 w kwintecie Jana Wróblewskiego. Na jego dorobek artystyczny składają się też oprawy muzyczne kabaretów. Dyrektor i kierownik artystyczny Orkiestry Rozrywkowej Polskiego Radia i Telewizji w Katowicach, wykładowca na poznańskiej PWSM. Uczestnik wielu festiwali jazzowych (m.in. Jazz Jamboree).
Zasiadał w jury Festiwalu Piosenki Radzieckiej w Zielonej Górze.
W latach 1950–1957 był członkiem ZMP, od 1961 należał do PZPR. W czasach PRL był odznaczony m.in.: Krzyżem Kawalerskim Orderu Odrodzenia Polski, Złotym Krzyżem Zasługi i odznaką Zasłużony Działacz Kultury. W 2004 został odznaczony Krzyżem Komandorskim Orderu Odrodzenia Polski. 
W 2017 nakładem GAD Records wydano autobiografię Jerzego Miliana Wiem i powiem. Życiorys dobrze brzmiący.
Został pochowany na Centralnym Cmentarzu Komunalnym w Katowicach.

## Dyskografia

### SPiEP
- Zespół instrumentalny Jerzego Miliana (Pronit SP 440)
- 1961 Kwintet Jerzego Miliana (Polskie Nagrania „Muza” N 0164)

### Albumy solowe
- 1969 Muzyka taneczna (Polskie Nagrania – Pronit XL, SXL 0791)
- 1969 Baazaar, Jerzy Milian Trio (Polskie Nagrania Muza)
- 1975 Jerzy Milian Orkiestra Rozrywkowa PRiTV w Katowicach (Polskie Nagrania Muza SX 1278)
- 1978 Orkiestra Rozrywkowa PRiTV w Katowicach Dyrygent: Jerzy Milian (Polskie Nagrania – Pronit SX 1543)
- 2003 Ashkhabad Girl (OBUH Records V23)
- 2005 Milianalia (OBUH Records V27, Polskie Nagrania Muza)
- 2012 When Where Why (GAD Records CD 005)
- 2013 Blues for Praha (GAD Records CD 007)
- 2013 Stratus Nimbus (GAD Records CD 009)
- 2015 Semiramida (GAD Records CD 024)
- 2015 Milian 80 (GAD Records CD 026)
- 2016 Rivalen (GAD Records CD 037)
- 2019 Ostatnia kompozycja (SJP 007)[9]

### Albumy z udziałem Jerzego Miliana
- 1973 Jerzy Milian – Muzyka baletowa i filmowa (Polskie Nagrania Muza SXL 0950)